# Czas Omska
| MSK-1 | Czas Królewca (UTC+2:00)          |
| MSK   | Czas moskiewski (UTC+3:00)        |
| MSK+1 | Czas Samary (UTC+4:00)            |
| MSK+2 | Czas Jekaterynburga (UTC+5:00)    |
| MSK+3 | Czas Omska (UTC+6:00)             |
| MSK+4 | Czas Krasnojarska (UTC+7:00)      |
| MSK+5 | Czas Irkucka (UTC+8:00)           |
| MSK+6 | Czas Jakucka (UTC+9:00)           |
| MSK+7 | Czas Władywostoku (UTC+10:00)     |
| MSK+8 | Czas Sriedniekołymska (UTC+11:00) |
| MSK+9 | Czas kamczacki (UTC+12:00)        |

Czas Omska (ang. Omsk Time, OMST, ros. омское время) – strefa czasowa, odpowiadająca czasowi słonecznemu południka 90°E, który różni się o 6 godzin od uniwersalnego czasu koordynowanego i 3 godziny od czasu moskiewskiego (UTC+6:00).
Strefa obowiązuje w południowo-zachodniej części Syberii, w Rosji. Głównym miastem leżącym w strefie jest Omsk.
W okresie od marca 2011 roku do października 2014 roku czas Omska odpowiadał strefie UTC+7:00. Wcześniej, czas Omska standardowy (zimowy) odpowiadał strefie UTC+6:00, a czas letni – UTC+7:00.
W październiku 2014 ze strefy czasu Omska wyłączono obwód kemerowski, który znalazł się w strefie czasu Krasnojarska.
Do strefy czasu Krasnojarska włączono również: w marcu 2016 roku Kraj Ałtajski i Republikę Ałtaju, w maju 2016 obwód tomski, a w lipcu 2016 obwód nowosybirski, w związku z czym czas Omska obowiązuje już tylko w obwodzie omskim.